# Ernest Howard Crosby

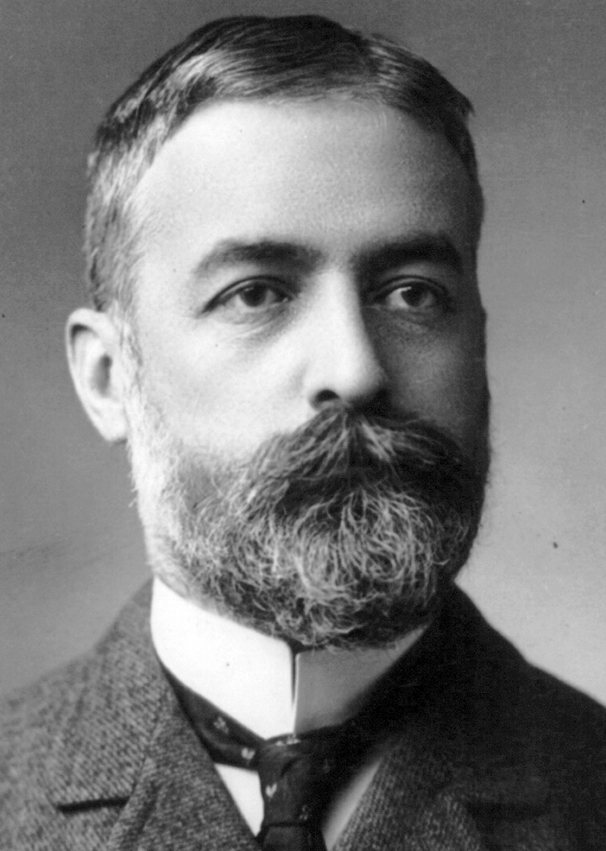
Ernest Howard Crosby.

Ernest Howard Crosby (1856–1907) foi um escritor e reformista americano, nascido em Nova York.
Depois de ter visitado Tolstoi, tornou-se divulgador das suas teorias na América, escrevendo alguns livros sobre o escritor russo. 
O seu livro Plain Talk in Psalm and Parable (1899), foi amplamente elogiado por escritores como Björnson, Kropotkin, e Zangwill.

## Obras
- Captain Jinks, Hero (1902)
- Swords and Plowshares (1902)
- Tolstoy and his Message (1903; second edition, 1904)
- Tolstoy as a Schoolmaster (1904)
- Carpenter: Poet and Prophet (second edition, 1905)
- Garrison, the Non-Resistant and Abolitionist]' (Chicago, 1905)
- Broad-Cast (1905)
- The Meat Fetish : Two Essays on Vegetarianism, por Ernest Howard Crosby e Elisée Reclus, 1905)
- Labor and Neighbor (1908)